# 30 Park Place
Le 30 Park Place est un gratte-ciel résidentiel de 282 mètres construit en 2016 à New York.